# Vyklantice (zámek)
Zámek Vyklantice stojí ve Starých Vyklanticích, místní části obce Vyklantice, v okrese Pelhřimov. Je chráněn jako kulturní památka České republiky.

## Historie
První zmínka o Vyklanticích pochází z roku 1410, kdy je vlastnil Strahovský klášter. Ačkoliv se v následných staletích majitelé často měnili, žádný z nich zde nevystavěl panské sídlo. V roce 1704 se ale majitelem stává Jan Jáchym Harrach, jenž v roce 1728 nechal v obci postavit barokní kostel sv. Jana Nepomuckého a také zámek. Následně se majitelé opět často střídali. V 70. letech 18. století nechal zámecké interiéry upravit Jan Josef Jeřábek z Jeřabiny a Berglerbergu. Roku 1799 jej zakoupil Karel Mack z Leiberichu, jenž v roce 1805 vydal Napoleonovi pevnost Ulm. Za to byl do roku 1808 vězněn a následně žil do roku 1810 na vyklantickém zámku. V tom roce zámek od něj kupuje Jan Puteani. Potom se majitelé opět střídali.
V roce 1948 byl majiteli Alfredovi Mariovi Mayerovi zámek znárodněn a od následujícího roku se jako majitelé střídaly různé zemědělské podniky. V roce 1974 se dostal do majetku národního podniku Tesla Holešovice a plánovala se zde rekonstrukce. K té ovšem nedošlo, postupně se rozpadla střecha a v roce 1989 se situace zámku stala kritickou, hrozila totiž jeho demolice. Po revoluci se majitelem stal JUDr. Pavel Liška, jenž zahájil kompletní rekonstrukci zámku, která pokračuje do současnosti.

## Zajímavosti
- Jméno architekta zámku, ani kostela není známo. Nejčastěji bývají tyto stavby přisuzovány Janu Blažejovi Santinimu nebo Kiliánu Ignáci Dientzenhoferovi.[2]
- Na zámku pobývala řada známých osobností – např. Oskar Nedbal, Josef Suk, Bedřich Smetana, Ignác Herman či Jaroslav Vrchlický.[3]